# Kyriakos Stamatopoulos
Kyriakos „Kenny“ Stamatopoulos (griechisch Κυριάκος Σταματόπουλος, * 28. August 1979 in Kalamata, Griechenland) ist ein ehemaliger griechisch-kanadischer Fußballtorwart. Seit 2018 ist er Torwarttrainer von AIK Solna.

## Karriere

### Die Anfänge
Im Alter von sechs Monaten zog seine Familie mit ihm in die größte Stadt Kanadas, Toronto. In seiner Jugend spielte er viel Eishockey, aber auch Baseball und American Football. Mit 17 Jahren beschloss seine Familie wieder zurück nach Griechenland zu ziehen, wo er seine aktive Karriere als Fußballtorwart startete.

### Profifußball
Stamatopoulos begann seine Karriere im Jahr 1999 beim FC Kalamata in der Beta Ethniki, der zweiten Liga Griechenlands. Für den Kalamata FC kam er zwischen 1999 und 2003 zu zehn Einsätzen in Ligaspielen. Im Sommer 2003 wechselte er schließlich nach Schweden zum Enköpings SK in die Superettan. Beim Enköpings SK kam er von 2003 bis 2005 zu insgesamt 40 Meisterschaftseinsätzen, ehe er 2005 für ein Jahr zum Bodens BK in die Division 1 transferierte und für die Mannschaft 30 Mal auflief. 
Im Jahre 2006 folgte der Wechsel nach Norwegen zu Tromsø IL in die Tippeligaen. Von 2006 bis 2007 kam Stamatopoulos zu insgesamt 14 Einsätzen in der Liga, ehe er nach Kanada zum MLS-Franchise Toronto FC verliehen wurde. Sein MLS-Debüt feierte er am 5. August 2007 beim Spiel gegen Los Angeles Galaxy. In der höchsten Spielklasse Nordamerikas kam er zu insgesamt zwölf Spielen, ehe er im Januar 2008 wieder nach Norwegen zu Tromsø IL zurückkehrte. Nach drei weiteren Einsätzen für Tromsø in der Saison 2008 spielte er im Kalenderjahr 2009 auf Leihbasis bei den norwegischen Klubs Lyn Oslo und Fredrikstad FK. 
Zur Saison 2010 wurde Stamatopoulos an den schwedischen Erstligisten AIK Solna verliehen. Von AIK wurde er im Anschluss fest verpflichtet und wurde in der Saison 2013 nach dem überraschenden Tod seines Mannschaftskollegen Ivan Turina zum Stammtorhüter, als er in 26 Ligaspielen für AIK auflief. Den Stammplatz konnte er allerdings in den Folgesaisons nicht halten; in der Saison 2014 kam Stamatopoulos nur noch auf acht Ligaspieleinsätze.
2018 beendete er seine aktive Karriere und wurde bei AIK Torwarttrainer.

### International
Stamatopoulos besitzt sowohl die kanadische als auch die griechische Staatsbürgerschaft. Er entschied sich in seiner Jugend, für die Nationalmannschaften Kanadas zu spielen.
2001 nahm Stamatopoulos mit der kanadischen U-23-Auswahl an den Spielen der Frankophonie teil. In demselben Jahr debütierte er auch für die kanadische Nationalmannschaft. Seitdem kam er unregelmäßig zu vereinzelten Einsätzen.
2002 und 2009 gehörte er als Ersatztorhüter zum kanadischen Aufgebot für den CONCACAF Gold Cup. Auch 2015 wurde er wieder nominiert und stand am 8. Juli im ersten Spiel der Kanadier gegen El Salvador (0:0) in der Startelf.